# Аналіз складу нафти
Аналіз складу нафти

## Груповий аналіз складу нафти і нафтових фракцій
Груповий аналіз складу нафти і нафтових фракцій (рос. групповой анализ состава нефти и нефтяных фракций; англ. group analysis of the composition of oil and oil fractions, нім. Gruppenanalyse f der Erdöl- und Erdölfraktionszusammensetzung) — аналіз складу нафт і нафтових фракцій за типом молекул вуглеводнів з визначення вмісту аренів, алкенів, циклоалканів і алканів.
Методи аналізу групового складу нафти (рос. методы анализа группового состава нефти; англ. analysis methods of oil type content, нім. Analysenmethoden f pl der Erdölgruppenzusammensetzung) — сукупність неінструментальних методів аналізу (за критичними температурами розчинення; рефрактометричний, газохроматографічний; рідинної хроматографії на силікагелі в присутності флуоресціюючих індикаторів; оборотної газової хроматографії; екстрактивної кристалізації) і методів мас-спектрометрії, хромато-мас-спектрометрії, спектрального аналізу, функціонального аналізу (для сірко-, азото- і кисневмісних сполук).

## Елементний аналіз складу нафти і нафтових фракцій
Елементний аналіз складу нафти і нафтових фракцій (рос. элементный анализ состава нефти и нефтяных фракций; англ. ultimate analysis of the composition of oil and oil fractions, нім. Elementarzusammensetzungsanalyse f des Erdöls und der Erdölfraktionen) — аналіз складу нафти і нафтових фракцій за типом молекул вуглеводнів (визначається вміст аренів, алкенів, циклоалканів і алканів) і за відносною кількістю елементів (вуглецю, водню, сірки, азоту, кисню та мікроелементів).

## Структурно-груповий аналіз складу нафти і нафтових фракцій
Структурно-груповий аналіз складу нафти і нафтових фракцій (рос. структурно-групповой анализ состава нефти и нефтяных фракций; англ. structural-group analysis of the composition of oil and oil fractions, нім. Strukturgruppenanalyse f der Erdöl- und Erdölfraktionszusammensetzung) — аналіз складу нафти і нафтових фракцій за вмістом структурних груп вуглеводнів, коли нафта і нафтові фракції розглядаються як побудовані з ароматичних кілець, насичених вуглецевих кілець і алканових ланцюгів. Індивідуальний склад може бути поки що визначений лише для газових і бензинових фракцій.
Методи структурно-групового аналізу нафти (рос. методы структурно-группового анализа нефти; англ. methods of oil structural and type content, нім. Strukturgruppenmethoden f pl der Erdölanalyse) — сукупність методів кореляції складу і фізико-хімічних констант для легких і середніх фракцій («молекулярна маса — елементний склад фракцій», «питома рефракція — густина — молекулярна маса» тощо) і аналізу асфальтено-смолистих речовин (методи ультрацентрифугування, кріоскопічний, світлорозсіювання, молекулярної плівки, дослідження гідродинамічних характеристик, фракціонування, рентгенографії, електронної мікроскопії, термічного аналізу і т. д).